# Президентские выборы в Грузии (1991)
Президентские выборы в Грузии (груз. საქართველოს საპრეზიდენტო არჩევნები 1991) — вторые в истории независимой Грузии выборы президента этого государства, которые состоялись 26 мая 1991 года. В отличие от предыдущих президентских выборов, которые состоялись 14 апреля того же года, через несколько дней после объявления независимости Грузии от СССР, где президента республики избирал Верховный Совет Грузии, эти выборы были первыми всенародными, всеобщими прямыми выборами президента.
По официальным данным явка избирателей на выборах составила 82,9 %. С результатом в 87,6 % голосов избирателей, действующий президент Звиад Гамсахурдия был избран президентом Грузии.

## Кандидаты
Основным и самым популярным кандидатом на выборах был Звиад Гамсахурдия от коалиции националистических и либеральных сил «Круглый стол — Свободная Грузия». Кандидатами также были экономист и пророссийский кандидат от «Блока согласия, мира и возрождения» Валериан Адвадзе, просоветский кандидат от Коммунистической партии Грузии Джемал Микеладзе, правый националистический кандидат Нодар Натадзе от Народного фронта Грузии, центристский кандидат Ираклий Шенгелая от «Блока Свободы», и продемократический кандидат Тамаз Квачантирадзе от «Демократического блока Грузии».
| Кандидат                | Партия                            | Голосов   | В %  |
| ----------------------- | --------------------------------- | --------- | ---- |
| Звиад Гамсахурдия       | Круглый стол—Свободная Грузия     | 2 565 362 | 87,6 |
| Валериан Адвадзе        | Блок согласия, мира и возрождения | 240 243   | 8,2  |
| Джемал Микеладзе        | Коммунистическая партия Грузии    | 51 717    | 1.8  |
| Нодар Натадзе           | Народный фронт Грузии             | 36 266    | 1,2  |
| Ираклий Шенгелая        | Блок Свободы                      | 26 886    | 0,9  |
| Тамаз Квачантирадзе     | Демократической блок Грузии       | 8533      | 0,3  |
| Недействительные голоса | Недействительные голоса           | 39 918    | 1.34 |
| Всего                   | Всего                             | 2 968 945 | 100  |